# Larisa Cerić
Pour les articles homonymes, voir Cerić.
Larisa Cerić, née le 26 janvier 1991 à Travnik, est une judokate bosniaque, qui évolue dans la catégorie des plus de 78 kg. Elle compte trois médailles européennes et une médaille mondiale, cette dernière en toutes catégories, à son palmarès.

## Carrière
Plusieurs fois médaillée dans les compétitions jeunes, avec un titre mondial des moins de 19 ans en 2009 et trois médailles européennes chez les moins de 23 ans, elle remporte une première médaille dans un grand championnat lors des Championnats d'Europe à Montpellier où elle est battue en finale par la Française Emilie Andéol.
Lors des Jeux olympiques de 2016 à Rio de Janeiro, elle est éliminée du tournoi des plus de 78 kg au deuxième tour par la Tunisienne Nihel Cheikhrouhou. L'année suivante, elle termine à la troisième place des Championnats d'Europe de Varsovie, battue en quart de finale par Maryna Slutskaya, future championne d'Europe, avant de s'imposer lors des repêchages. Plus tard dans la saison, elle remporte la médaille d'argent des Championnats du monde toutes catégories à Marrakech, battue par la Japonaise Sarah Asahina.
En 2018, elle remporte une troisième médaille européenne en perdant en finale face à la Française Romane Dicko. Lors des Championnats du monde de Bakou, elle est opposée en demi-finale à Sarah Asahina qui l'a battu lors des mondiaux toutes catégories l'année précédente. La Japonaise s'impose de nouveau, sur ippon. Larisa Cerić s'impose ensuite pour remporter la médaille de bronze face à la Britannique Sarah Adlington. En fin d'année, elle est désignée meilleure athlète féminine de Bosnie-Herzégovine par le comité olympique national.
Elle est nommée porte-drapeau de la délégation de Bosnie-Herzégovine aux Jeux olympiques d'été de 2024 à Paris aux côtés de l'athlète Mesud Pezer.

## Palmarès

### Compétitions internationales
| Année | Compétition           | Lieu        | Résultat | Catégorie         |
| ----- | --------------------- | ----------- | -------- | ----------------- |
| 2009  | Jeux méditerranéens   | Pescara     | 2e       | Plus de 78 kg     |
| 2013  | Jeux méditerranéens   | Mersin      | 3e       | Plus de 78 kg     |
| 2014  | Championnats d'Europe | Montpellier | 2e       | Plus de 78 kg     |
| 2017  | Championnats d'Europe | Varsovie    | 3e       | Plus de 78 kg     |
| 2017  | Championnats du monde | Marrakech   | 2e       | toutes catégories |
| 2018  | Championnats d'Europe | Tel Aviv    | 2e       | Plus de 78 kg     |
| 2018  | Championnats du monde | Bakou       | 3e       | plus de 78 kg     |
| 2019  | Jeux européens        | Minsk       | 2e       | plus de 78 kg     |
| 2021  | Championnats d'Europe | Lisbonne    | 7e       | Plus de +78 kg    |
| 2022  | Jeux méditerranéens   | Oran        | 3e       | Plus de 78 kg     |

### Tournois Grand Chelem et Grand Prix
| Année | Compétition                  | Lieu              | Résultat | Catégorie      |
| ----- | ---------------------------- | ----------------- | -------- | -------------- |
| 2013  | Grand Prix Rijeka            | Rijeka            | 3e       | Plus de +78 kg |
| 2014  | Grand Prix Budapest          | Budapest          | 3e       | Plus de +78 kg |
| 2015  | Grand Slam de Paris          | Paris             | 3e       | Plus de +78 kg |
| 2016  | Grand Prix Antalya           | Samsun            | 3e       | Plus de +78 kg |
| 2016  | Masters mondial              | Guadalajara       | 3e       | Plus de +78 kg |
| 2016  | Grand Slam de Tioumen        | Tioumen           | 3e       | Plus de +78 kg |
| 2016  | Grand Prix Zagreb            | Zagreb            | 1re      | Plus de +78 kg |
| 2017  | Grand Prix Düsseldorf        | Düsseldorf        | 3e       | Plus de +78 kg |
| 2017  | Grand Prix Antalya           | Samsun            | 2e       | Plus de +78 kg |
| 2017  | Grand Prix Zagreb            | Zagreb            | 1re      | Plus de +78 kg |
| 2017  | Masters mondial              | Saint-Pétersbourg | 3e       | Plus de +78 kg |
| 2018  | Grand Chelem d'Ekaterinbourg | Ekaterinbourg     | 1re      | Plus de +78 kg |
| 2018  | Grand Prix de Tbilissi       | Tbilissi          | 2e       | Plus de +78 kg |
| 2018  | Grand Prix de La Haye        | La Haye           | 3e       | Plus de +78 kg |
| 2018  | Masters mondial de judo      | Guangzhou         | 3e       | Plus de +78 kg |